# 仁保村 (広島県)
仁保村（にほむら）は、かつて広島県安芸郡に存在した村である。1929年（昭和4年）4月1日広島市に編入合併して廃止された。1917年（大正6年）までの名称は仁保島村（にほじまむら / にほしまむら）。

## 地理
仁保村（仁保島村）の村域は、今日でいう狭義の「仁保」（仁保一～四丁目、仁保南一・二丁目、仁保新町一・二丁目、仁保沖町）よりもはるかに広い地域を包括しており、猿猴川西岸の仁保島に位置する淵崎（ふちざき）・本浦（ほんうら）・大河（おおこう）・丹那（たんな）・日宇那（ひうな）の5集落のみならず、対岸の堀越（ほりこし）・向灘（向洋 / むかいなだ）両集落、および広島湾に浮かぶ似島（にのしま）・金輪島（かなわじま）・峠島・大珈玖摩（かくま）島（弁天島）・小珈玖摩島（小弁天島）・安堂島・宇品島の島嶼を併せた境域がこの村の発足時にして最大時の村域であり（のち宇品島が広島市に編入され分離）、一時は「日本で最大の村」とされていた（旧村域は現在の南区の境域のかなりの部分を占めている）。いずれの島もほとんどが山地であって平地に乏しく、平地の多くは江戸時代以降の新開地（干拓地及び埋立地）である。村の中心である仁保島の大部分を占める山は、黄金山（古くは「城山」「馬耳山」とも）と呼ばれ、この山を一周して麓の集落を通る仁保島以来の古道は「旧道」（「旧本通り」とも）と称される。村役場は仁保島側の淵崎字単田（ひとえだ / 現在の仁保四丁目）に置かれた。

## 歴史

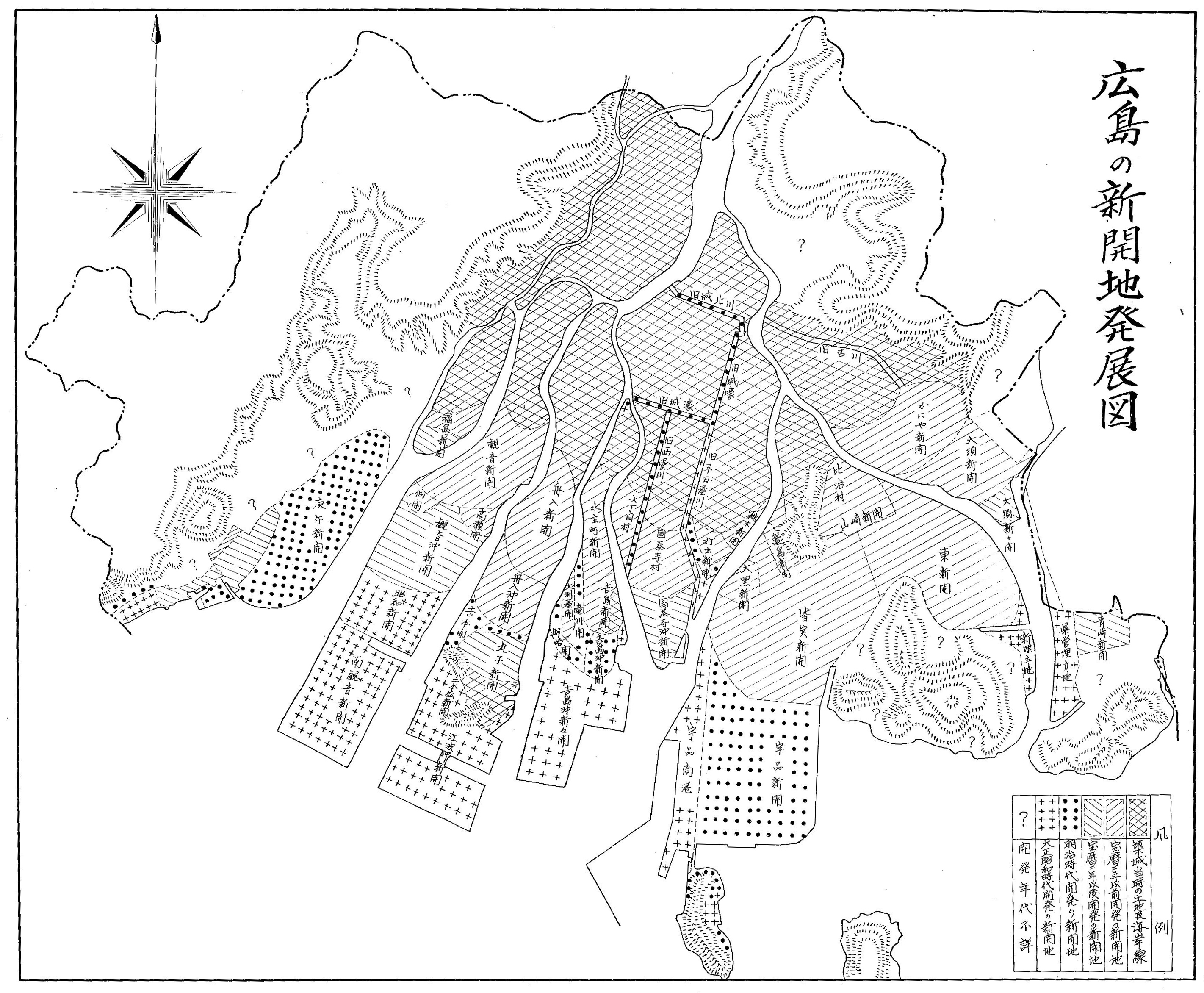
広島の新開地発展図（『概観広島市史』1955年） / 現在の仁保地区を含む黄金山麓が広島築城時には島嶼（仁保島）であり、江戸時代の東新開・皆実新開の造成によって陸続きになったことが示されている。

### 地名の由来
「仁保島」は「邇保島」「香島」「鳰島」とも書き、遅くとも鎌倉期から存在する古い地名である。『芸藩通志』によればその由来は水鳥の「鳰」（にほ）とされるが、村内の「邇保姫神社」（にほひめじんじゃ / 南区西本浦町）に由来するという説（広島県の地名）、あるいは同社の名称の由来となっているニホヒメ（ニホツヒメ）自身が朱砂（丹 / に）と深い関わりを持つ女神であることから、古代においてこの地が朱砂の産地すなわち「丹生」（にふ）であったという説（みなみ区回遊MAP）もある。

### 中世
この時期の仁保島は、比治山・宇品島・江波山・皿山などと同様に文字通り広島湾頭に浮かぶ小島嶼の一つであった。室町期、府中城主白井氏の一族により現在の黄金山頂に築城がなされ仁保城と称された。広島湾頭に位置する軍事的重要性から仁保城は安芸武田氏・大内氏の間の争奪戦の対象となり、毛利氏が最終的にこの城を支配した（この時期の詳細は仁保城参照）。

### 近世
江戸期の初め、広島藩領となった仁保島は、向灘（今日の向洋地区）や似島、金輪島、宇品島、峠島など近隣の島嶼とともに「仁保島村」としてまとめられた。平地に乏しく農業に不適な地形であるため村の主要な産業は漁業であり、仁保島側の柞木（）浦・淵崎浦・日宇那浦・丹那浦・大河浦・本浦に加え先述の向灘浦が「仁保七浦」と称され村内漁業の拠点であった。1662年、東新開（現在の東雲・霞地区）および西新開（のち皆実新開と改称 / 現在の皆実町・出汐・旭・翠地区）の造成により仁保島が広島城下と、ついで1671年には堀越新開の造成によって向灘が府中村（現・安芸郡府中町）と、それぞれ地続きになった。本浦および淵崎の住民はこの地に耕地を求め、米や麦の栽培を行った。江戸中期には海苔・カキの養殖が盛んになり村の重要な特産品になった。またこの時期、村民の出漁は遠く対馬まで及んだ。

### 近代
明治以降も仁保島村の名称と境域はそのまま引き継がれたが、1884年（明治17年）、宇品築港・宇品新開造成の事業が開始されると、仁保島村、特に大河の漁民は海苔・カキの養殖場が消滅するとして激しい反対運動を展開した。しかし結局埋め立ては計画通り行われたので大河の漁業は大きな打撃を受け、同時に広島市と地続きとなった宇品島は1904年、仁保島村から分離し広島市に編入された。この頃より村では、1885年の第1回官約集団移民で村民900名が海外渡航したのを皮切りに、ハワイ・北米などへの海外移民が盛んになり、「移民県」と称された広島県のなかでも特に移民多出地域として知られた（1906年には仁保島高等小学校内に移民補習夜学校が開校、大正期には大河尋常高等小学校で副読本『移民と教育』に基づく移民教育が行われている）。また農業では国策による奨励もあって棉花栽培が盛んに行われた。1920年（大正9年）には猿猴川東岸側（堀越）に建設された日本製鋼所工場への通勤の便を図るため山陽本線向洋駅が開業した（駅自体は府中村に所在）。そして村内の新開地には次第に人家や工場が建設、昭和期に入ってからは漁業から商工業に転職する傾向が著しくなり、広島市への合併に至る。

## 沿革
- 1878年7月 ： 郡区町村編制法により広島県第三大区（安芸郡）第二小区を安芸郡仁保島村と改称。
- 1889年4月1日 ： 町村制発足による仁保島村の設置。
- 1904年9月15日 ： 字「宇品島」（現在の南区元宇品町）が広島市に編入。
- 1917年8月31日 ： 仁保村と改称。
- 1929年4月1日 ： 広島市に編入し消滅。旧村域は「仁保町」となる。

## 大字
仁保島村・仁保村では大字は編成されなかったが、多くの字は、一般的には次に示す9集落（広島市への編入合併の時点 / その後柞木が分離し10集落）にまとめられており、1890年 - 94年、堀越・金輪島を除く7集落（およびこの時点では仁保島村に属していた宇品（宇品島））にはそれぞれ「区会」が設置されていた。以下、集落の名称は『仁保村志』による。
仁保島側
- 淵崎 ： 現在の仁保地区の大部分（ただし仁保新町は除く）にほぼ相当。古い地名として知られる「地方」（じがた）は仁保一丁目付近の字である。
- 柞木 ： もともと現・仁保三丁目付近の字で淵崎に属したが、広島市への合併後、1941年に分離した。
- 本浦 ： 現在の本浦地区にほぼ相当。
- 大河 ： 現在の大河地区にほぼ相当。
- 丹那 ： 現在の丹那町にほぼ相当。
- 日宇那 ： 現在の日宇那町・楠那町にほぼ相当。

向洋側
- 堀越 ： 現在の堀越・青崎にほぼ相当。江戸期の埋立地（堀越・青崎新開）。
- 向洋 ： 現在の向洋地区にほぼ相当。かつては仁保島と同様の島嶼であり、明治以前は「向灘」と表記した。

その他の島嶼
- 似島
- 金輪島

## 各種施設・企業（1929年4月時点）
現存する施設、およびここで言及されていない名所旧跡については#関連項目の各地区の項目を参照のこと。

### 村役場
- 仁保村役場（既出） ： 現在の住吉神社付近に所在していた。

### 郵便局
いずれも無集配三等郵便局であった。
- 淵崎郵便局：字柞木809番地 / 1877年1月16日開設。その後移転し、かつての局舎は現在は一般の民家として使用されている。1982年、広島淵崎郵便局から広島仁保二郵便局に改称された。
- 大河郵便局：新築地乙108番地の2 / 1903年12月10日開設。1979年、広島大河郵便局から広島旭郵便局に改称された。
- 向洋郵便局：字洋1103番地 / 1908年2月1日開設。1981年、広島向洋郵便局から広島青崎郵便局に改称された。

### 学校
小学校
- 青崎尋常高等小学校 ： 1873年4月3日「琢磨舎」として創立。青崎小の前身。
- 大河尋常高等小学校 ： 1873年「一貫舎」として創立。大河小の前身。
- 楠那尋常高等小学校 ： 1874年8月1日創立。楠那小の前身。
- 似島尋常小学校 ： 1877年「似島小学校」として創立。似島小の前身。
- 仁保尋常高等小学校 ： 1873年2月創立の童蒙舎（のち淵崎尋常小学校）、1874年創立の仁富舎（のち本浦尋常小学校）、1893年6月創立の仁保島高等小学校が統合され1908年4月創立。仁保小の前身。

補習学校
- 青崎尋常補習学校
- 似島農業補習学校

### 軍施設
- 似島陸軍検疫所 ： 1895年6月設置。
- 陸軍兵器支廠似島火薬庫 ： 1919年設置。
- 陸軍運輸部金輪島工場 ： 1894年12月設置。

### 会社・工場
日本製鋼所広島工場 ： 字延命1680番地（敷地は隣の船越村に跨る） / 1917年9月松田製作所として設立されたものを1920年11月に日本製鋼所が買収し広島工場とする。

## 交通（1929年4月時点）
鉄道
- 国有鉄道（鉄道省）宇品線
  - 丹那駅 ： 1898年5月1日開業。
- 国有鉄道山陽本線
  - 向洋駅 ： 1920年8月1日開業。

渡し船
合併の時点では村域内には猿猴川をまたぐ橋梁は架けられておらず（仁保橋の架設は1964年）、現在の「仁保二丁目」バス停付近、および「柞木」・「仁保四丁目」バス停の中間地点付近の2カ所から対岸の向洋に向かう渡船場が存在していた。

## 著名な出身者
- 沖田芳夫 ： 陸上競技選手・指導者。向洋（大原）出身。
- 小谷ヘンリー ： 映画監督。幼少時にアメリカに移民。
- 多田徳雄 ： バレーボール選手・指導者。
- 橋川文三 ： 文芸評論家。生まれは長崎県対馬だが幼少時に父祖の地である仁保島村向洋に家族とともに帰郷。
- 松田重次郎 ： 東洋工業創業者。向洋出身。
- 渡部英麿 ： サッカー選手・指導者。本浦（邇保姫神社宮司家）出身。邇保姫神社前宮司。
- 道面豊信  :  日本の実業家。元味の素社長。
- 三保幹太郎　:　日本コロムビア社長などを歴任した実業家。
- 岩沢忠恭　:　日大教授、初代建設事務次官、政治家

## 主要な産業
村の中心的産業は水産業であり、とりわけ干潮時に猿猴川河口に広大な干潟が出現することを利用して海産物の養殖が行われた。
- 海苔養殖 ： 「ひびたて式」「いかだ式」などの製法が行われた。
- カキ養殖 ： 江戸時代に淵崎の人が「ひびたて式」による養殖法を考案、普及した。
- 棉花栽培 ： かつては棉畑が村の代表的景観であった（その後多くは蓮畑に代わった）。

## 合併後の状況

### 仁保村から仁保町へ
広島市への編入合併後、旧仁保村域はそのまま「広島市仁保町」となったが、1933年に似島が分離して似島町となり、1951年には金輪島が分離して宇品町に編入された。また、かつての仁保村の代表的景観は棉畑であったが、棉花輸入の関税が撤廃されたことで棉花栽培が衰退、この結果1930年代の仁保では蓮根の栽培が代わって拡大、かつての棉畑は蓮根畑へと変化していった。
1939年 - 43年には猿猴川河口が埋め立てられ、1960年以降は仁保町沖合（現在の仁保沖町）や猿猴川対岸の海面の埋め立てが開始、東洋工業（現在のマツダ）など大工場が建設、海岸線が大きく変化したため漁業も衰退に向かった。さらに宅地化の進展により蓮畑も次第に埋め立てられ減少していった。

### 現町名の設置
1966年9月1日の町名変更により仁保町は以下の各町に分割され、これがほぼ現在の町の区画となっている。しかし猿猴川東岸の地区ではその後も久しくバス停の名称などで旧「仁保町」の名が使われたため、若干の混乱が生じたという。
猿猴川西岸
仁保（一 - 四丁目）・本浦町・東本浦町・西本浦町・黄金山町・南大河町・北大河町・山城町・丹那町・丹那新町・楠那町・日宇那町・仁保沖町
（このほか一部が西霞町・東霞町などに編入された。なお「仁保新町」は旧東雲町から分離されたもので旧仁保町域ではない）
猿猴川東岸
小磯町・青崎（一・二丁目）・東青崎町・堀越（一 - 三丁目）・向洋本町・向洋中町・向洋大原町・月見町
島嶼部（峠島および（大小）弁天島）
「仁保町」として存続
その後広島市の政令指定都市移行による南区設置にともない、旧村域全体は同区の一部になった（同区南東部を占めている）。さらに1980年代以降の団地造成により、仁保四丁目・日宇那町などから仁保南一・二丁目の新設を経て現在に至っている。

### 広島市役所仁保出張所の改廃
1929年の広島市への合併後、字単田の旧村役場は広島市役所出張所として1935年まで町内の一部の事務を扱った。戦後の1947年、字大町（現・仁保一丁目）に新たに「広島市役所仁保出張所」が設置されたが、政令市移行にともなう南区役所設置ののち廃止され、跡地は仁保大町集会所および仁保保育園となっている。

### 現在も残る仁保島村時代の地名
「仁保七浦」のうち、柞木・淵崎は新町名に残らず行政上の地名としては消滅したが、現在も広電バス停留所や町内会・集会所・公園などの名称として存続している。同じくバス停の名称として残っている「地方」（じがた）も、かつての仁保（島）村の字である。

## 関連書籍
- 仁保村役場『仁保村志』 1929年
- 広島市立仁保小学校『かおり：創立百周年記念誌』 1972年
- 『広島県の地名』（日本歴史地名大系 第35巻） 平凡社、1982年
- 『角川日本地名大辞典 第34巻 ： 広島県』 角川書店、1987年 ISBN 4040013409